# Felici di essere
Felici di essere è un album del cantante italiano Paolo Vallesi, pubblicato nel 2002 dall'etichetta discografica CGD East West.
Contiene tre inediti e nuove versioni di vecchi brani.
Fotografia della copertina di Alessandro Gerini.

## Tracce
1. Felici di essere – 4:06
2. Se – 3:55
3. Un giorno normale – 3:33
4. Non mi tradire (2002 version) – 4:35
5. La forza della vita (2002 version) – 4:06
6. Sempre (2002 version) – 4:08
7. C'è (feat. Mara) – 4:13
8. Le persone inutili (2002 version) – 4:07
9. Voglio fare l'amore con te (2002 version) – 4:46
10. Grande (spanish version-Mix 2002) (feat. Alejandro Sanz) – 4:57
11. Ridere di te (2002 version) – 3:45
12. Piramidi di Luna (versione orchestrale) – 4:14
13. Non andare via (2002 version) – 4:51
14. Veleno (Quiero Morir En Tu Veneno) (feat. Alejandro Sanz) – 3:57
15. Le amiche (beach version) – 4:35
16. Stringimi (bonus track) – 4:04

Durata totale: 67:52